# لئو لارسون
لئو لارسون (انگلیسی: Leo Larson؛ زادهٔ) دوچرخه‌سوار اهل ایالات متحده آمریکا است. وی در بازی‌های المپیک تابستانی ۱۹۰۴ شرکت کرده است.